# Даг Бізон
Даг Бізон (англ. Doug Beason; народився 3 грудня 1953) — американський вчений і письменник-фантаст.
У 1977 році він закінчив Академію військово-повітряних сил США за подвійним фахом у фізиці та математиці. Він написав свій перший роман під час навчання в Академії після повернення туди офіцером у 1980-х роках, щоб викладати фізику. Він є полковником ВПС у відставці зі ступенем доктора філософії з фізики. Він також є членом Американського фізичного товариства та опублікував дві науково-популярні книги. Його книга «Наукова та технологічна політика після холодної війни: обгрунтування довгострокових досліджень» була нагороджена президентською премією від Національного університету оборони за стратегічне бачення. Він також працював над кількома фантастичними книгами (наприклад, «Лінія життя», «Парадокс трійці» і «Нанокосмос») з Кевіном Дж. Андерсоном. У 2008 році він пішов у відставку з посади асоційованого директора лабораторії зі зменшення загрози в Національній лабораторії Лос-Аламос.

### Романи
- Повернення до честі (1989)
- Напад на базу Альфа (1990)
- Ударний орел (1991)
- Wild Blue U (2005)
- Повернення до честі (2014)
- Кадет (2015)
- Офіцер (2016)[9]
- Space Station Down (2020), у співавторстві з Беном Бовою[10]

#### У співавторстві зКевіном Дж. Андерсоном
- Лінія життя (1990)
- Парадокс Трійці (1991)
- Транслятори нескінченності (1993)
- Хворий вітер (1995)
- Запалення (1997)
- Зона вбивств (2019)

Серія Крейг Крейдент:
- Віртуальне знищення (1996)
- Fallout (1997)
- Смертельне викриття (1998)

### Нон-фікшн
- Науково-технічна політика після холодної війни: аргумент для довгострокових досліджень
- Електронна бомба: як нова спрямована енергетична зброя Америки змінить спосіб ведення майбутніх воєн (2005)